# Philiris mneia
Philiris mneia är en fjärilsart som beskrevs av Druce 1897. Philiris mneia ingår i släktet Philiris och familjen juvelvingar. Inga underarter finns listade i Catalogue of Life.